# Ploník chluponosný

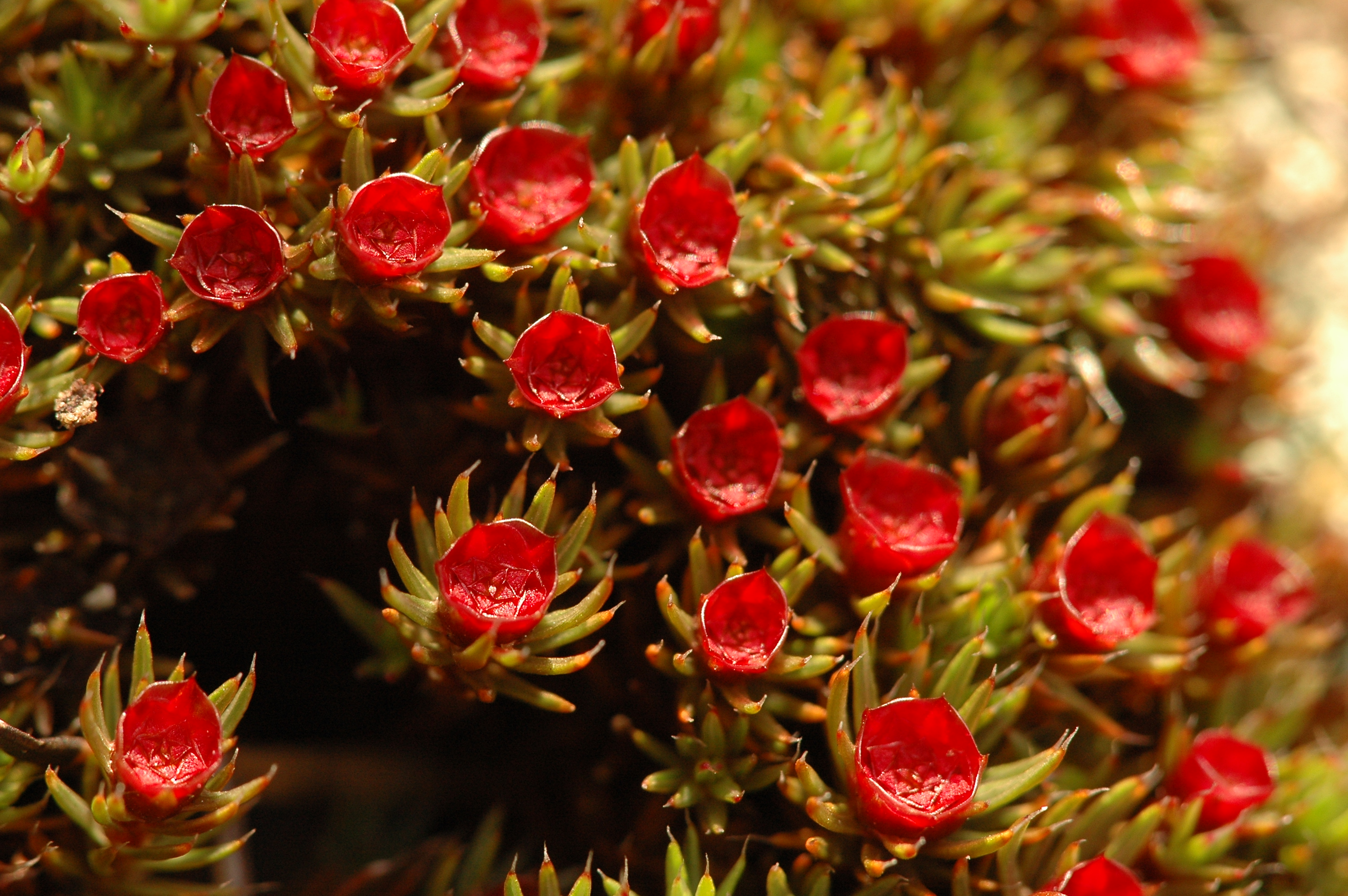
Ploník chluponosný

Ploník chluponosný (Polytrichum piliferum) je středně velký druh mechu dosahující výšky 3–5 cm.

## Znaky
Tvoří řídké modrozelené porosty, kterým šedé chlupy dávají nádech do šedozelena. Lístky jsou celokrajné, prodlouženě kopinaté a vyrůstají z široce pochvaté žlutavé báze. Za sucha jsou hustě přilehlé, za vlhka přímo odstávají. Okraje lístků jsou vehnuté a nezřetelně je vroubkují vystupující buněčné stěny.
Pětihranná lodyžka má výrazně ohraničen centrální provazec a žebro, které vybíhá v dlouhý bezbarvý chlup. Lístky vrcholové chocholky jsou červenavé až hnědavé. Štět, který je na bázi červenavý a u vrcholu žlutavý, dosahuje až 3 cm.
Tobolka je čtyřhranná, s málo vystupující epifragmou (blankou, která zakrývá ústí do tobolky). Chlupy na čepičce mají vybledle hnědou barvu a sahají až pod tobolku. Víčko je ploše kuželovitého tvaru. Výtrusy jsou světle zelené a velice malé (jen 9–12 µm), v tobolce jich je obsaženo cca 50 milionů.

## Stanoviště
Ploníku chluponosnému se daří na kyselých a suchých stanovištích, silikátových skalách a na písku.

## Záměna
Tento druh lze zaměnit jen těžko. Dobrým poznávacím znamením je právě bezbarvý chlup a červeně zbarvený obal antheridií.

## Rozšíření
Ploník je hojný od nížinného stupně až po lesní hranici. Kosmopolitně se vyskytuje až do sněžného stupně nad nadmořskou výškou 3000 m n. m.